# Вильянуэва, Хуан де
Хуан де Вильянуэва (исп. Juan de Villanueva; 15 сентября 1739, Мадрид — 22 августа 1811, Мадрид) — испанский архитектор, представитель классицизма.
Отец Хуана был скульптором и стал его наставником, когда сын начал проявлять интерес к скульптуре и архитектуре.
В одиннадцать лет де Виллануэва поступил в Королевскую Академию изящных искусств Сан-Фернандо. Один из лучших учеников, он в 1758 году получил грант на продолжение обучения в Риме в Академии Св. Луки (1759—1765).
В Испанию де Виллануэва вернулся только спустя семь лет и через год отправился в путешествие по Гранаде, во время которого делал зарисовки арабских реликвий (рисунки были опубликованы в 1804 году).
После окончания путешествия де Виллануэва обосновался в Мадриде, и вскоре был назначен академиком в Королевскую Академию изящных искусств Сан-Фернандо.
В 1777 году король назначил его королевским архитектором.
С 1786 г. де Виллануэва становится главным архитектором Мадрида, затем в 1789—1808 гг. занимает должность главного придворного архитектора. С этого момента и до конца своих дней он проектировал практически исключительно для королевского двора. Кроме того, со временем архитектору было пожаловано очередное звание, которое вывело его жизнь на новый уровень.
В период до 1773 года он построил несколько зданий, по одному в год, для членов королевской фамилии в различных её резиденциях.
В общем и целом, за всю его жизнь де Виллануэва спроектировал значительное количество зданий, многие из которых являются блестящими образцами неоклассической архитектуры.
Главным его шедевром стало здание самого известного мадридского музея Прадо, проект которого создавался де Виллануэвой с 1785 по 1787 год. Изначально оно предназначалось для музея истории, но в 1814 году было преобразовано в музей искусства.

## Постройки
- Ризница собора. Бурго де Осма (1770—1783)
- Эскориал (1771, реконструкция и реставрация отдельных частей)
- Домик принца и Домик инфанта в королевском парке Эскориала (1772—1777)
- Касита (исп. casita — домик) Абахо (1773)
- Резиденция маркиза де Льяно. Мадрид (1775)
- Колоннада Аюнтаменто. Мадрид (1780)
- Касита дель Принсипе в Эль-Пардо (1784)
- Музей естественной истории Прадо в Мадриде (1785—1787)
- Академия истории. Мадрид (1788—1811, заверш. 1847)
- Мадридская астрономическая обсерватория (1790)
- Церковь Кабальеро де Грасиа (1789—1795)
- Неогреческий храм в Королевском парке, Аранхуэс
- Пласа Майор. Мадрид (1791, реставрация)

## Труды
- Коллекция критических заметок об архитектуре. — Мадрид, 1766.